# Porördög

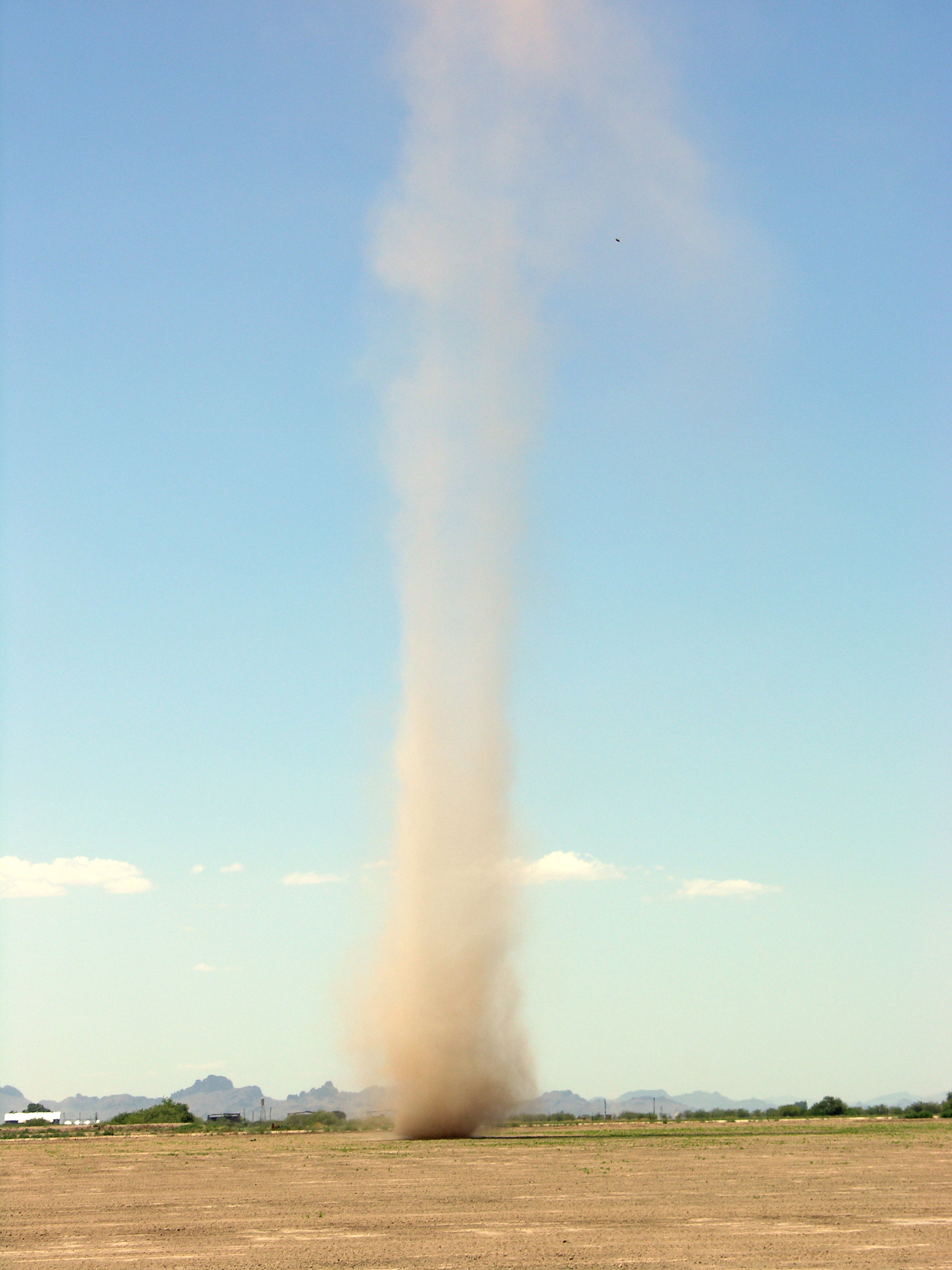
Egy porördög Arizonában

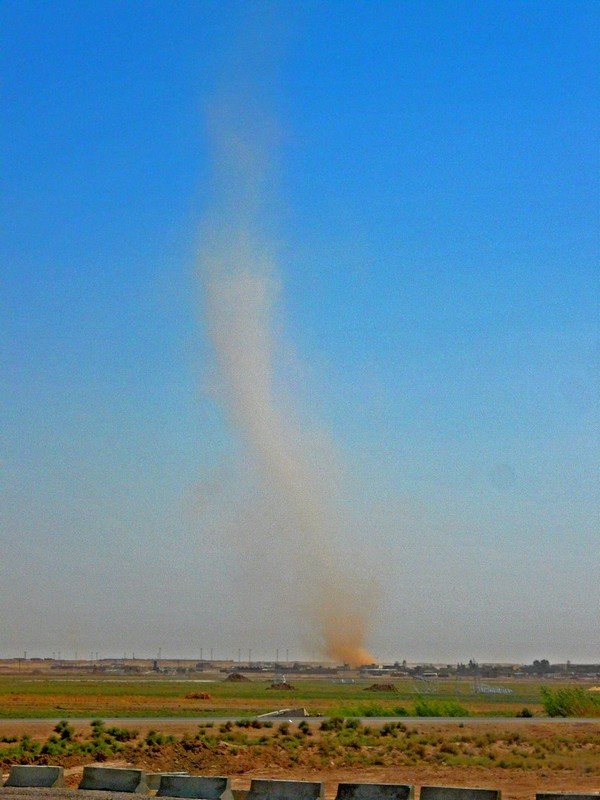
Porördög Irakban

A porördögök (poros forgószelek, portölcsérek) a tölcsérek közé tartozó meteorológiai jelenségek. Főleg száraz területeken jellemző, de Magyarországon sem ritka a nyári félévben.

## Kialakulása
Elsősorban nyáron keletkeznek, anticiklonális helyzethez kötődnek, amikor a homokos talajt vagy mezőt a közvetlen napsugárzás erősen felmelegíti. A talaj fölött lévő felhevült levegő környezeténél könnyebbé válik, és felszáll. Ez az alacsony nyomású képződmény, ún. száraz termik úgy képzelhető el, mint egy légbuborék. A nyomáskülönbség révén a légbuborékba minden irányból levegő áramlik, amely aztán forgó mozgásba kezd.
A rotációt orografikus (domborzati) hatások is kialakíthatják. Kialakulhat akkor is, ha az alsó légrétegek között jelentős szélnyírás van (alul szélcsend, néhány száz méteren erős szél): ilyenkor ugyanis a feláramlás létre tud hozni egy vertikális tengelyű örvényt. Mindeközben felkavarhatja a port, a homokot vagy leveleket, amitől láthatóvá válik.

## Jellemzői
Általában 0,5–10 méter tölcsérátmérővel rendelkezik, függőleges kiterjedése pedig néhány métertől akár 1 kilométerig is terjedhet. A gyors feláramlás miatt a termik megnyúlik, így egyre gyorsabbá válik a függőleges tengely menti örvénylés. Szélsőséges esetben a forgás sebessége akár a 200 km/h-t is elérheti, míg a porördögök haladási sebessége megközelítheti a 100 km/h-t, de állhatnak szinte egy helyben is.
Gyakran meglehetősen rövid életűek és gyengék, élettartamuk néhány másodperctől néhány tíz percig terjed. A sivatagokban gyakrabban fordulnak elő poros forgószelek, amelyek ott olykor fél óránál is tovább tarthatnak, és erőteljesebbé is válhatnak. A forgásirány független a Coriolis-erőtől, ezért a porördög foroghat balra és jobbra is.
A tornádókhoz annyiban hasonlítanak, hogy mindkettő kialakulása függőlegesen áramló és forgó mozgást végző légtömeghez kötődik. Míg azonban a porördögök a „szép idő” jelenségei, és a felszín felől indulnak, a tornádók zivataros időhöz, legtöbbször szupercellákhoz kapcsolódnak, és a felhőkből nyúlnak alá.